# Joaquín Pastor
Joaquín Pastor Martínez (Alcantarilla (Murcia) 26 de octubre de 1987), futbolista español. Juega de defensa y su último equipo fue el Club Atlético Pulpileño.

## Trayectoria
Joaquín nació un 26 de octubre en Alcantarilla.
Su, hasta ahora, carrera futbolística la comenzó en los juveniles del Real Murcia.
En 2006 el Moratalla CF lo fichó. Tan sólo un año después, el Club de Fútbol Atlético Ciudad se fijó en él y llegaron a un acuerdo para incorporarlo a su plantilla, en la que disputó más de la mitad de partidos y con el que consiguió el ascenso de categoría.
En 2013 firma con el Orihuela CF (Tercera, Grupo 6), procedente del UCAM Murcia Club de Fútbol (24 partidos en Segunda B), la temporada anterior.

## Clubes
| Club                          | País    | Año         |
| ----------------------------- | ------- | ----------- |
| Real Murcia (juveniles)       | España  | 2005-2006   |
| Moratalla CF                  | España  | 2006-2007   |
| CA Ciudad Lorquí              | España  | 2007-2009   |
| Ferencváros T.C.              | Hungría | 2009-2010   |
| Pontevedra Club de Fútbol     | España  | 2010-2011   |
| Lorca Atlético Club de Fútbol | España  | 2011-2012   |
| UCAM Murcia Club de Fútbol    | España  | 2012-2013   |
| Orihuela Club de Fútbol       | España  | 2013-2016   |
| Club Deportivo Torrevieja     | España  | 2016        |
| Estudiantes de Murcia CF      | España  | 2016 - 2018 |
| Club Atlético Pulpileño       | España  | 2018 - 2019 |